# Tristachya viridearistata
Tristachya viridearistata är en gräsart som först beskrevs av James Bird Phipps, och fick sitt nu gällande namn av Clayton. Tristachya viridearistata ingår i släktet Tristachya och familjen gräs. Inga underarter finns listade i Catalogue of Life.